# Белобровый артам
Белобровый артам (лат. Artamus superciliosus) — вид птиц из семейства ласточковых сорокопутов. Подвидов не выделяют. Эндемик Австралии.

## Описание
Белобровый артам достигает длины 18—19 см и массы от 30 до 41,1 г; размах крыльев составляет 31—34 см. Выражен половой диморфизм. У взрослых самцов верхняя часть тела, голова, подбородок, горло и верхняя часть груди тёмно-серого цвета. На фоне тёмного оперения головы чётко выделяется белая бровь. Хвост с белым кончиком. Нижняя часть тела от средней части груди тёмно-бордового цвета. Радужная оболочка тёмно-коричневая. Клюв изогнутый, бледного синевато-серого цвета с чёрным кончиком. Ноги свинцово-серые. Окраска оперения самок более тусклая, верхняя часть тела с коричневатым оттенком, брови менее выражены, нижняя часть груди более светлая. Молодые особи более тусклые, коричневатого цвета с крупными пятнами и прожилками беловатого цвета на верхней и нижней частях тела.
Контактный сигнал — пронзительное музыкальное «tchep-tchep». Тихие песни включают в себя подражание другим видам птиц.

## Распространение и места обитания
Белобровый артам является эндемиком Австралии, распространён по всей материковой части, но в основном в центральной восточной частях, на остальной территории встречается нерегулярно. Отмечены залёты и гнездование в Тасмании. Обитает в кустарниковых зарослях, открытых лесных массивах и на прилегающих к ним сельскохозяйственные угодьях, а также встречается в парках, реже на опушках лесов; иногда в населенных пунктах.
Белобровый артам ведёт кочевой образ жизни, большинство особей после размножения перемещаются из южных частей Австралии в северные части и возвращаются для размножения весной и в начале лета Южного полушария. Мигририруют большими стаями, которые могут насчитывать до 200 особей; часто в смешанных стаях, преимущественно с A. personatus. 

## Питание
Белобровый артам питается беспозвоночными, главным образом насекомыми; а также нектаром и иногда фруктами. Обычно добывает пищу в воздухе, в основном над деревьями и кустарниками или среди них; реже на земле и среди цветов на деревьях и кустарниках. Обычно кормится небольшими стаями от трёх до 20 птиц, но иногда встречаются стаи до нескольких сотен птиц. Часто образуют смешанные стаи с маскированными артамами.

## Размножение
Сезон размножения продолжается с июля по март (в основном с сентября по декабрь). Наблюдается региональные различия в сроках: в Квинсленде гнездование было зафиксировано с августа по январь, в Новом Южном Уэльсе — с августа по январь, в Виктории — с конца августа до конца января, в Тасмании — в ноябре и январе. Белобровый артам гнездится поодиночке, а также в разреженных колониях численностью до 15—50 пар с гнездами на расстоянии 10 м друг от друга; иногда в смешанных колониях с другими представителями рода артамов, главным образом A. personatus. Гнездо сооружается обоими родителями в течение одной недели после прибытия птиц к местам гнездования. Представляет собой неглубокую открытую чашечку, сделанную из веток, травы, корешков и стеблей растений; изнутри выстилается более тонким сухим растительным материалом. Обычно гнездо расположено относительно низко от земли в развилке ветвей, полой ветке или стволе, в отверстии пня, иногда также в густой листве или среди лиан. Могут также использоваться старые гнезда других птиц или структуры антропогенного происхождения, такие как столбы. В кладке 2—3 яйца, редко одно или четыре. Инкубационный период продолжается 12—16 дней. Птенцы оперяются через 13—16 дней. В насиживании кладки и уходе за птенцами принимают участие обе родительские птицы. После вылета из гнезда птенцы находятся под присмотром родителей по крайней мере ещё в течение трёх недель.